# Montparnasse (neboder)
Montparnasse, (fr. Tour Maine-Montparnasse poznatiji kao Tour Montparnasse) je neboder koji se nalazi u Pariškoj četvrti Montparnasse. Sagrađen je 1972. godine, visok je 210 metara i ima 59 katova koji su pretežno namijenjeni kao uredski prostor. Izgrađen je s ciljem da bude centar i žarište četvrti. 
U vrijeme kada je bio sagrađen, pa sve do izgradnje nebodera Messeturm u Frankfurtu 1990. godine, bio je najviši neboder u Europi, a danas je još uvijek najviši neboder i druga po redu najviša građevina u Parizu (nakon Eiffelova tornja).
Dva kata su otvorena za posjetitelje, 56. kat s restoranom i terasom na zadnjem katu. Neboder je često kritiziran zbog svojih gigantskih proporcija koje nagrđuju grad. Odmah do njega nalazi se jedna od najprometnijih pariških metro postaja kao i željeznički kolodvor Montparnasse.

## Vanjske poveznice
- Službena stranica  Arhivirana inačica izvorne stranice od 8. prosinca 2020. (Wayback Machine)